# 奧卡斯體育會

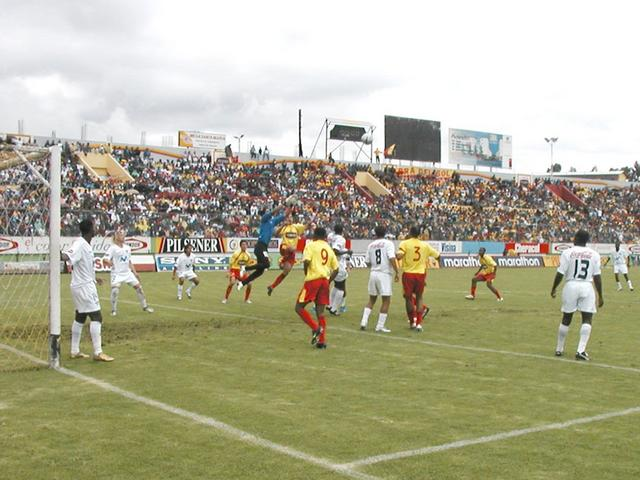
Superclásico in Quito, 2005

奧卡斯體育會（Sociedad Deportiva Aucas，西班牙語發音：[sosjeˈðað ðeporˈtiβa ˈaukas]），又名"Papa Aucas"，是一支位於厄瓜多爾基多的職業足球會，現時於厄甲作賽，他們是市內最受歡迎的球會，因他們在厄甲已是非常歷史悠久。雖然很受歡迎，但卻從未贏得任何錦標，球會宿敵是基多利加大學。2014年，他們取得厄乙冠軍，得以升班甲組。